# 白沙鄉 (台灣)
白沙鄉，舊稱「頂山」、「北山嶼」，位於中華民國澎湖縣最北端，澎湖本島北方，其西南、東南兩方分別以澎湖跨海大橋、中正橋與西嶼、湖西兩鄉相接。管轄範圍包括白沙島、中屯嶼、鳥嶼、員貝嶼、吉貝嶼、大倉嶼及目斗嶼等7個有人島和20個無人島，是澎湖縣轄島最多的行政區。

## 行政沿革
歷年所屬行政區列表
| 起訖年份  | 行政區             |
| 1920~1926 | 高雄州澎湖郡       |
| 1926~1945 | 澎湖廳馬公支廳白沙 |
| 1945~1946 | 澎湖縣馬公區白沙鄉 |
| 1946~     | 澎湖縣白沙鄉       |

## 人口
根據澎湖縣政府民政處統計，2024年底白沙鄉戶數約3.7千戶，人口約1萬人，鄉內人口最多與最少的村分別是赤崁村與城前村，2024年底兩村人口分別為2,101人與114人。

## 政治

### 歷任鄉長
| 屆別 | 當選人 | 政黨   | 任期 | 備註                              |
| ---- | ------ | ------ | ---- | --------------------------------- |
| 1    | 蕭榮煌 |        |      | 第一屆鄉長任期2年，可競選連任。   |
| 2    | 蕭榮煌 |        |      | 第二屆鄉長任期改3年。             |
| 3    | 楊長泰 |        |      |                                   |
| 4    | 楊長泰 |        |      | 此屆之後鄉長任期改4年，延續迄今。 |
| 5    | 蕭榮煌 |        |      |                                   |
| 6    | 許海相 |        |      |                                   |
| 7    | 許海相 |        |      |                                   |
| 8    | 吳明朗 |        |      |                                   |
| 9    | 吳明朗 |        |      |                                   |
| 10   | 鄭武雄 |        |      |                                   |
| 11   | 鄭武雄 |        |      |                                   |
| 12   | 魏長源 | 無黨籍 |      |                                   |
| 13   | 魏長源 | 無黨籍 |      |                                   |
| 14   | 宋國進 | 無黨籍 |      |                                   |
| 15   | 宋國進 | 無黨籍 |      |                                   |
| 16   | 陳定國 | 無黨籍 |      |                                   |
| 17   | 莊美李 | 無黨籍 |      |                                   |
| 18   | 宋萬富 | 無黨籍 |      |                                   |

### 鄉政組織
白沙鄉公所是澎湖縣白沙鄉最高層級的地方行政機關，在中華民國政府架構中為鄉自治的行政機關，同時負責執行縣政府及中央機關委辦事項，白沙鄉的自治監督機關為澎湖縣政府。鄉長由全體鄉民直接選舉產生，任期為四年，可連選連任一次。白沙鄉公所並置鄉政會議，為鄉政最高決策機構，在鄉長之下，設有5課2室等7個內部單位及2個附屬機關。
白沙鄉民代表會是白沙鄉的最高民意機關，代表白沙鄉全體鄉民立法和監察鄉政。鄉民代表由公民直選選出，任期為四年，可連選連任。共有7位鄉民代表，第一選區3席鄉民代表、第二選區2席鄉民代表、第三選區1席鄉民代表、第四選區1席鄉民代表，主席、副主席由7位鄉民代表互選產生。
白沙鄉為澎湖縣議會第三選區，在澎湖縣議會19席縣議員中，白沙鄉共選出2席縣議員。

### 行政區
- 大倉村、中屯村、吉貝村、岐頭村、後寮村、通梁村
- 小赤村、瓦硐村、赤崁村、城前村、員貝村、鳥嶼村
- 港子村、講美村、鎮海村

## 產業
白沙鄉因有綿長的白色沙灘而得名，鄉境內擁有許多大大小小的島嶼，擁有漁船港口，鄉民主要以捕漁業為主。白沙鄉是澎湖縣島內唯一從事丁香魚補撈的地方，夏季近年以「丁香季」主推丁香魚文化，姑婆嶼的紫菜亦是地方特有的海菜特產，因此，白沙鄉有「紫菜庄．丁香村」的稱號。	

## 交通

### 公路
- 縣道203號

## 教育

### 國民中學
- 澎湖縣立白沙國民中學 （页面存档备份，存于）
- 澎湖縣立鎮海國民中學（1968年設立、1974年獨立設校、2024年裁撤）
- 澎湖縣立吉貝國民中學 （页面存档备份，存于）
- 澎湖縣立鳥嶼國民中學 （页面存档备份，存于）

### 國民小學
- 澎湖縣白沙鄉中屯國民小學 （页面存档备份，存于）
- 澎湖縣白沙鄉赤崁國民小學 （页面存档备份，存于）
- 澎湖縣白沙鄉鳥嶼國民小學 （页面存档备份，存于）
- 澎湖縣白沙鄉講美國民小學 （页面存档备份，存于）【港尾】
- 澎湖縣白沙鄉吉貝國民小學 （页面存档备份，存于）
- 澎湖縣白沙鄉後寮國民小學 （页面存档备份，存于）

## 旅遊
- 北海黃金沙灘
- 吉貝嶼
- 目斗嶼
- 姑婆嶼
- 後寮遊客中心
- 澎湖跨海大橋
- 鐵砧嶼
- 北海遊客中心
- 石滬群
- 吉貝遊客中心
- 目斗嶼燈塔
- 後寮沙灘
- 通梁古榕
- 鎮海灣沙灘
- 澎湖水族館

## 歷史建築
- 澎湖越南難民營（講美村，已拆除）
- 張百萬故居
- 城前蕭氏前原居古宅
- 小赤村呂石硓古宅
- 小赤村林氏宗祠
- 吉貝林江西古宅
- 目斗嶼燈塔
- 鎮海長源古宅
- 通梁林家古宅

## 美食
- 仙人掌冰

## 外部連結
- 優遊白沙-白沙旅遊網 （页面存档备份，存于）
- 沿著菊島旅行-澎湖資訊網 （页面存档备份，存于）
- OTOP地方特色網－澎湖縣白沙鄉丁香魚特色產業 （页面存档备份，存于）
- 白沙鄉公所便民資訊網 （页面存档备份，存于）